# Myśliszewice
Myśliszewice dawniej też Myśliszowice – wieś w Polsce położona w województwie mazowieckim, w powiecie radomskim, w gminie Jedlnia-Letnisko. Ma status sołectwa.
W latach 1945–1975 miejscowość administracyjnie należała do województwa kieleckiego, następnie w latach 1975-1998 do województwa radomskiego.
Do Myśliszewic jeździ linia 26 komunikacji miejskiej w Radomiu.
Wierni Kościoła Kościoła rzymskokatolickiego należą do parafii św. Faustyny Kowalskiej w Groszowicach lub do parafii św. Andrzeja Boboli w Małęczynie.

## Edukacja
W Myśliszewicach znajduje się Publiczna Szkoła Podstawowa im. Henryka Sienkiewicza.
Historia tej placówki sięga 1947, kiedy to naukę rozpoczęto w baraku specjalnie sprowadzonym z Siczek. W 1998 oddano do użytku szkolną salę gimnastyczną, pierwszą na terenie całej gminy.